# Der die Zeit beim Worte nahm – Martin Luther auf der Wartburg
Der die Zeit beim Worte nahm – Martin Luther auf der Wartburg ist ein in der DDR gedrehter Dokumentarfilm aus dem Jahr 1983, der zum 500. Geburtstag Martin Luthers unter der Regie von Hanna Emuth entstand.

## Inhalt
Martin Luther ist in Acht und Bann geraten und muss 300 Tage lang versteckt auf der Wartburg leben. In dieser Zeit führt Luther schriftliche Dialoge mit Freunden wie auch mit Feinden. Außerdem übersetzt er das Neue Testament aus dem griechischen Urtext ins Deutsche. Im Film werden Wirkungsstätten Luthers und historische Dokumente gezeigt.

## Hintergrund
Zum 500. Geburtstag Martin Luthers im Jahr 1983 produzierte die DEFA im Jahr 1981 im Auftrag des Fernsehens der DDR eine Trilogie von Dokumentarfilmen über das Leben Martin Luthers. Der Film Der die Zeit beim Worte nahm – Martin Luther auf der Wartburg stellt den zweiten Teil dieser lockeren Serie dar. Otto Mellies ist Sprecher des Films. Die Fachberatung übernahm Dr. Gerhard Brendler. Der erste Teil der lockeren Serie hat den Titel Ein Schüler aus Mansfeld – Die Jugendjahre Martin Luthers. Der dritte Teil hat den Titel Bürger Luther – Wittenberg 1508–1546. 
Der die Zeit beim Worte nahm – Martin Luther auf der Wartburg wurde am 7. September 1983 um 20.45 Uhr auf DDR-DFF II ausgestrahlt.
Die FWU ließ die drei Filme umarbeiten und dabei stark kürzen. 1991 veröffentlichte sie diese neuentstandene vierteilige Fassung als eine Unterrichtsreihe zum Leben Martin Luthers auf VHS-Videokassetten. Wie schon die ursprüngliche Fassung erhielt die vierteilige Reihe keinen Serientitel. Die einzelnen Titel der Reihe lauten: Schüler Luther aus Mansfeld, Der Beginn der Reformation in Wittenberg, Martin Luther auf der Wartburg und Bürger Luther in Wittenberg. Jeder Teil hat eine Spielzeit von ungefähr 15. Minuten. Die vierteilige Fassung besitzt im Gegensatz zur ursprünglichen Fassung nur einen Sprecher für die Kommentare. Auf dem Cover der Videokassetten wird der Sekundarbereich I (Hauptschule, Realschule, Gymnasium wie auch die Integrierte Gesamtschule ab dem 7. Schuljahr), der Sekundarbereich II und die Weiterbildung als Adressaten genannt. Den einzelnen Videokassetten ist ein Begleittext beigefügt, in dem Lernziele und weitere Angaben für Lehrer zu finden sind.